# Kolonia Kąty
Kolonia Kąty [kɔˈlɔɲUn ˈkɔntɨ] es un pueblo ubicado en el distrito administrativo de Gmina Frampol, dentro del Condado de Biłgoraj, Voivodato de Lublin, en Polonia oriental.

## Ubicación
Se encuentra a unos 6 km al este de Frampol, a 13 km al norte de Biłgoraj y a 66 km al sur de la capital regional, Lublin.